# Серго, Ульдерико
Ульдерико Серго (итал. Ulderico Sergo; 4 июля 1913, Фиуме, Королевство Италия, ныне Риека, Хорватия — 20 февраля 1967, Кливленд, штат Огайо, США) — итальянский боксёр, чемпион Олимпийских игр в Берлине 1936 года в легчайшем весе, двукратный чемпион Европы (1937, 1939).

## Спортивная карьера
Принял участие в Олимпийских играх в Берлине (1936), где завоевал золотую медаль.

В легчайшем весе в турнире участвовало 24 человека. Допускалось участие одного представителя от каждой страны.
Результаты на Олимпийских играх 1936 (вес до 54 кг):

В первом круге был свободен

Победил Фригеша Кубиньи (Венгрия) по очкам

Победил Йозефа Корнелиса (Бельгия) по очкам

Победил Стига Седерберга (Швеция) по очкам

Победил Джека Уилсона (США) по очкам
Продолжил успешно выступать на любительском ринге, выиграв чемпионаты Европы 1937 года в Милане и 1939 года в Дублине.
 
Трёхкратный чемпион Италии 1933, 1934 и 1938 годов.

Был членом сборной Италии по боксу на 24 турнирах в период с 1932 по 1939 годы.
В связи с тем, что Олимпийские игры 1940 года были отменены из-за начала Второй мировой войны, в 1941 году Серго перешел в профессионалы. Несколько раз оспаривал титул чемпиона Италии среди профессионалов, но так и не сумел завоевать его.
 
Закончил профессиональную карьеру в 1952 году. Позже эмигрировал в США.